# Triumfetta purpusii
Triumfetta purpusii är en malvaväxtart som beskrevs av Standley. Triumfetta purpusii ingår i släktet triumfettor, och familjen malvaväxter. Inga underarter finns listade i Catalogue of Life.